# Fritz (Elektronikhersteller)
Die Fritz GmbH (Eigenschreibweise FRITZ! GmbH, bis Juli 2025 AVM Computersysteme Vertriebs GmbH) ist ein deutscher Hersteller von Produkten aus dem Bereich der Telekommunikation und Netzwerktechnik mit Sitz in Berlin.

## Geschichte

AVM-Logo bis Juli 2025

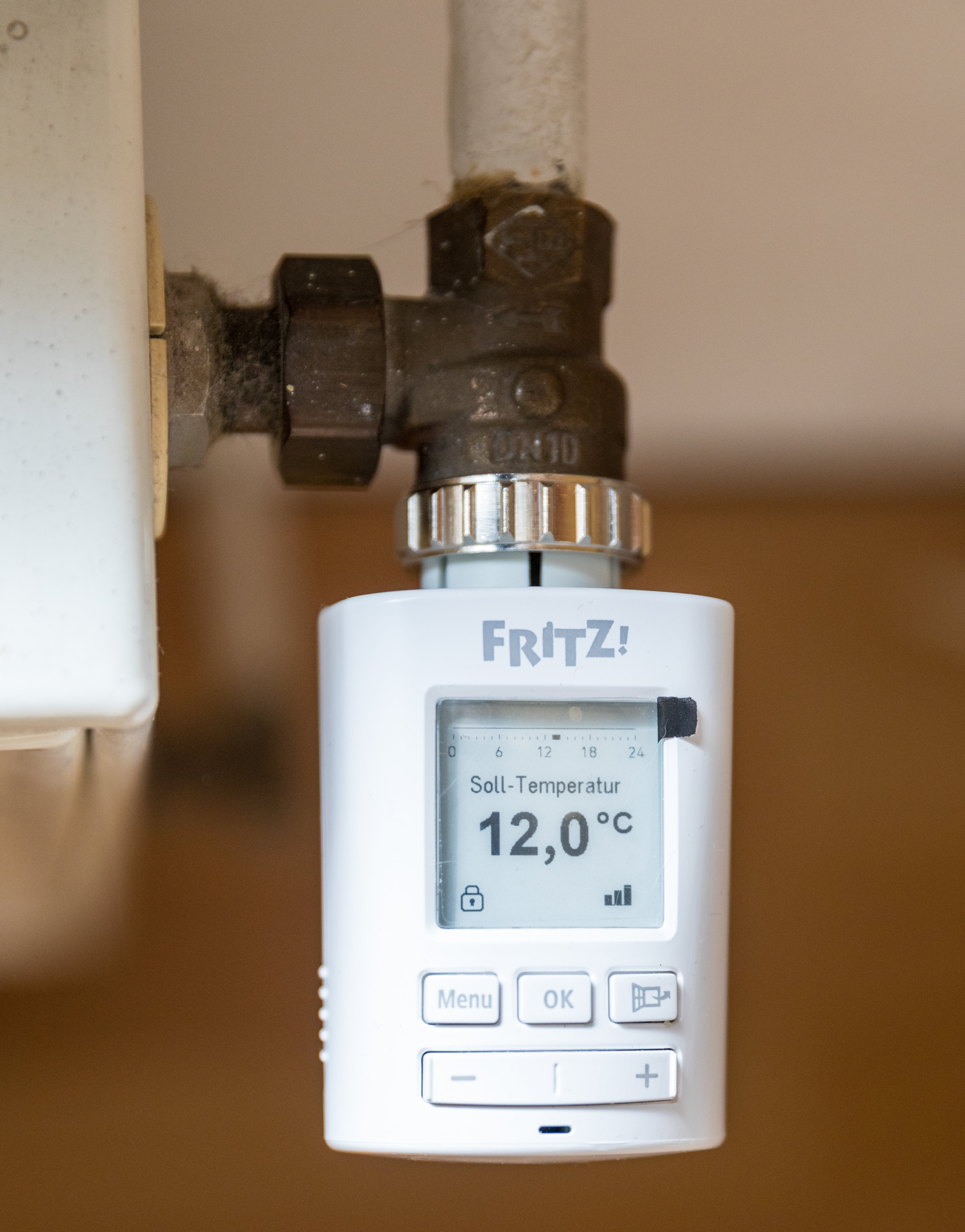
Thermostatventil Fritz!DECT 301

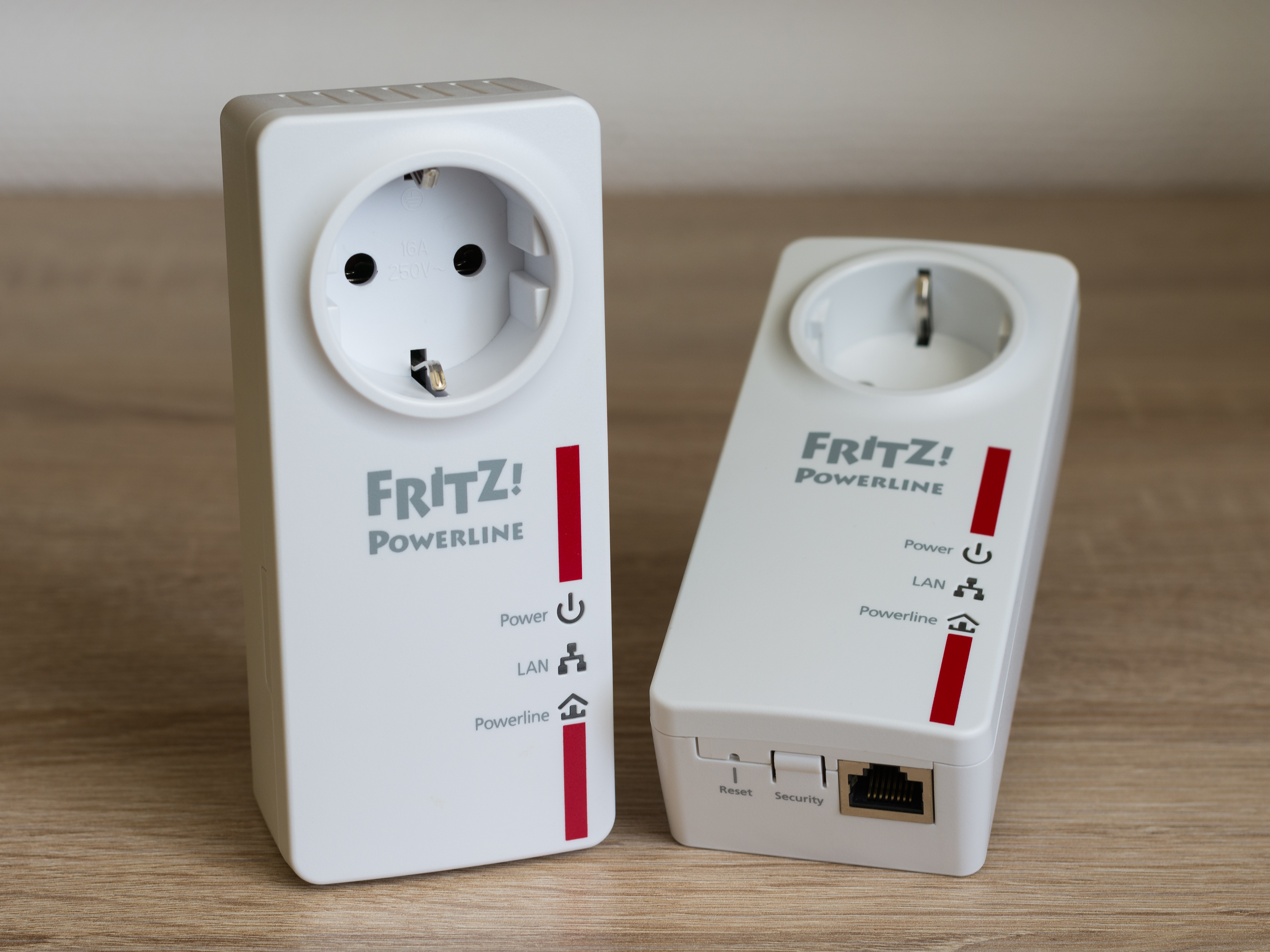
Powerline-Adapter Fritz!Powerline 520E

Das Unternehmen wurde 1986 unter dem Namen AVM von den vier Studenten Johannes Nill, Peter Faxel, Ulrich Müller-Albring und Jörg-Detlef Gebert gegründet und hat seitdem seinen Sitz in Berlin. Der Name AVM stand für Audio Visuelles Marketing und bezog sich auf die Anfänge des Unternehmens als BTX-Dienstleister.
Die erste ISDN-Karte wurde 1989 für 4300 Mark an Unternehmen verkauft. Mit der Einführung der Marke Fritz! und der Fritz!Card, einer ISDN-Karte für PCs, kam 1995 der Durchbruch. Zugleich war es auch die Geburtsstunde des Produktlogos, eines im Comicstil gezeichneten Frettchens, das alle Verpackungen und Anzeigen zierte. Der Name Fritz wurde gewählt, „weil ein nicht-technischer Name gesucht wurde, der auch im Ausland augenzwinkernd deutsche Wertarbeit andeuten sollte.“ Inzwischen ist das Frettchen abgelöst und taucht nur noch vereinzelt auf. Der Marktanteil bei ISDN-Karten in Deutschland wuchs von 1995 an kontinuierlich auf über 80 Prozent im Jahr 2004. Dies verdankte AVM hauptsächlich der hohen Qualität seiner Hard- und Software. Somit konnte sich AVM mit seinen Produkten wie der Fritz!Card (ISA, ISA-PnP, PCI) trotz geringfügig höherer Produktpreise gegen Wettbewerber wie TELES oder Sedlbauer durchsetzen.
Auf der Cebit 2004 zeigte AVM erstmals die Fritz!Box, eine Kombination aus DSL-Modem und Router. Dazu kamen später Varianten für WLAN und IP-Telefonie. 2007 erschien die Fritz!Box Fon WLAN 7270, deren wichtigste Neuerung die Unterstützung von WLAN Draft-N (IEEE 802.11n) war. Neben den bekannten Funktionen enthält sie auch noch eine DECT-Basisstation und einen Mediaserver. Zur Cebit 2009 stellte AVM das neue Modell Fritz!Box Fon WLAN 7390 vor. Es enthält ein VDSL- und ADSL2+-fähiges Modem, einen Gigabit-Ethernet Switch und einen WLAN-N-Access-Point (gleichzeitig 2,4- und 5-GHz-Band) sowie 512 Megabyte internen Netzwerkspeicher und war ab Ende März 2010 erhältlich.
Mit der Fritz!Box erzielte AVM 2008 bei DSL-Endgeräten laut des Marktforschungsinstituts IDC einen Marktanteil von 60 Prozent in Deutschland und 18 Prozent europaweit. Der hohe Marktanteil erklärt sich unter anderem dadurch, dass viele Internetdienstanbieter eine Fritz!Box bei Abschluss eines Vertrages kostenlos oder gegen einen geringen Aufpreis anbieten. Hinzu kam, dass die Deutsche Telekom entschied, immer den DSL-Standard „Annex B“ zu verwenden, um problemlos DSL und ISDN kombinieren zu können. Im Ausland wurde jedoch der Standard „Annex A“ verwendet, der nur mit analogem Telefon kompatibel ist, mit ISDN aber nicht. So mussten DSL-Modems und -Router anderer Hersteller für den deutschen Markt angepasst werden, während AVM am Anfang exklusiv für den deutschen Markt Router mit dem Standard „Annex B“ anbot.
Fritz ist auch im Bereich der Hausautomation bzw. Smart-Home tätig. Die Produktreihen Fritz!Powerline und Fritz!DECT bieten Möglichkeiten, das eigene Netzwerk über die Stromleitungen zu erweitern bzw. den Stromverbrauch zu messen und angeschlossene Geräte aus der Ferne (automatisiert) zu schalten. Auch die Unterstützung von ZigBee wurde in einige Fritz!Boxen und in ein spezielles Gateway integriert.
Im Juli 2024 verhängte das Bundeskartellamt ein Bußgeld von 16 Millionen Euro gegen AVM, weil Preise für einzelne Produkte durch eine vertikale Preisbindung mit sechs Elektronikfachhändlern künstlich hochgehalten wurden.
Im Juli 2024 wurde bekannt, dass die Imker Capital Partners über die Luxemburger Tochterfirma Rucio Investment die Mehrheit von AVM übernahm. Die Gründer behalten Minderheitsanteile und bleiben als Beiräte weiter für das Unternehmen tätig. Die AVM veröffentlichte eine Pressemitteilung, in dem der Verkauf aus Altersgründen der Gesellschafter bestätigt wurde.
Am 1. August 2025 wurde das Unternehmen in FRITZ! GmbH umfirmiert.

## Unternehmen

### Produktion
Die Fritz!Boxen werden zum Teil vom Hersteller RAFI in Deutschland gefertigt. Einzelne Komponenten wie z. B. Netzteile und Platinen (unbestückt) stammen aus Asien.

### Firmware
Als Grundlage der von Fritz selbst programmierten Fritz!Box-Firmware dient ein „Mini-Linux“. Über das Netzwerk ist versionsabhängig der Texteditor vi ausführbar.
Aufgrund der leichten Veränderbarkeit hat sich eine Community gebildet, welche verschiedene Modifikationen (Mods) erstellt. So lässt sich die Fritz!Box um viele Funktionen erweitern.

## Produkte (Auswahl)

### ISDN-Karten

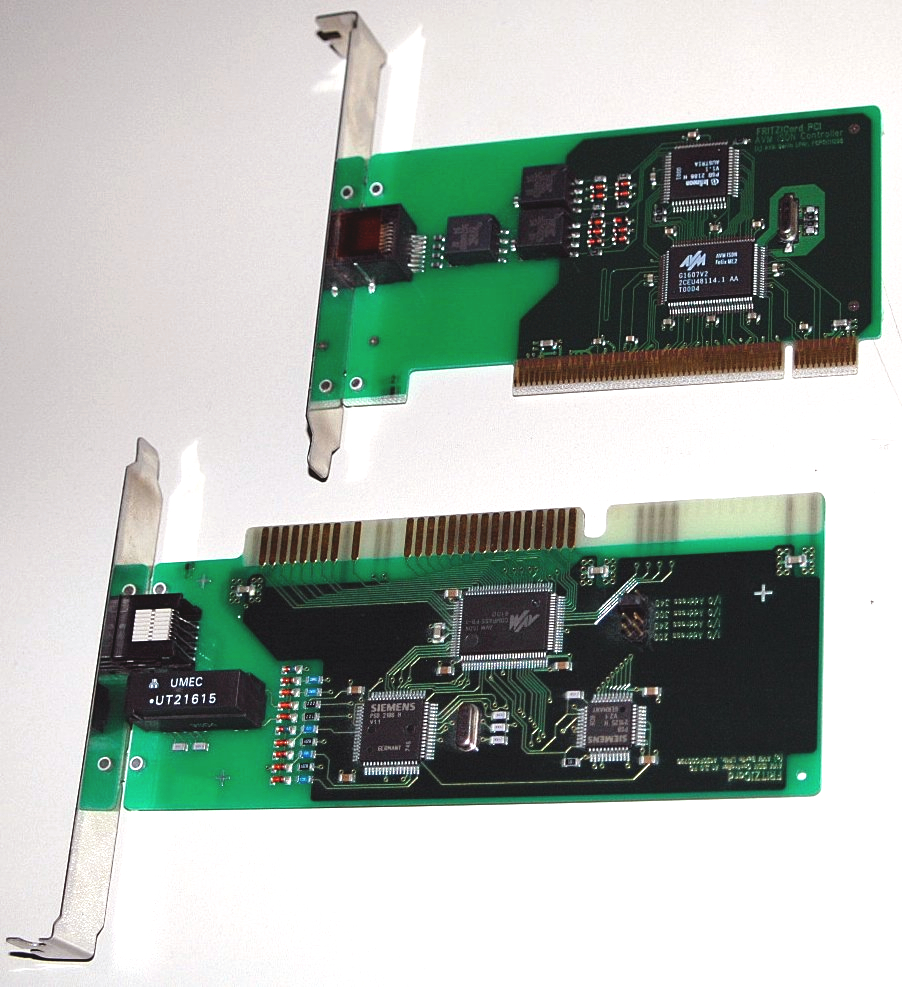
AVM Fritz!Card in PCI- und ISA-Ausführung

| AVM A1-Card       | passive ISDN-Karte – der Vorläufer zur AVM Fritz!Card |
| AVM Fritz!Card    | passive ISDN-Karte                                    |
| AVM B1-Card       | aktive ISDN-Karte (eine Leitung, 2 Kanäle)            |
| AVM C2-Card       | aktive ISDN-Karte (2 Leitungen, 4 Kanäle)             |
| AVM C4-Card       | aktive ISDN-Karte (4 Leitungen, 8 Kanäle)             |
| AVM T1-Controller | aktiver S2M-Controller (eine Leitung, 30 Kanäle)      |

### DSL-Router

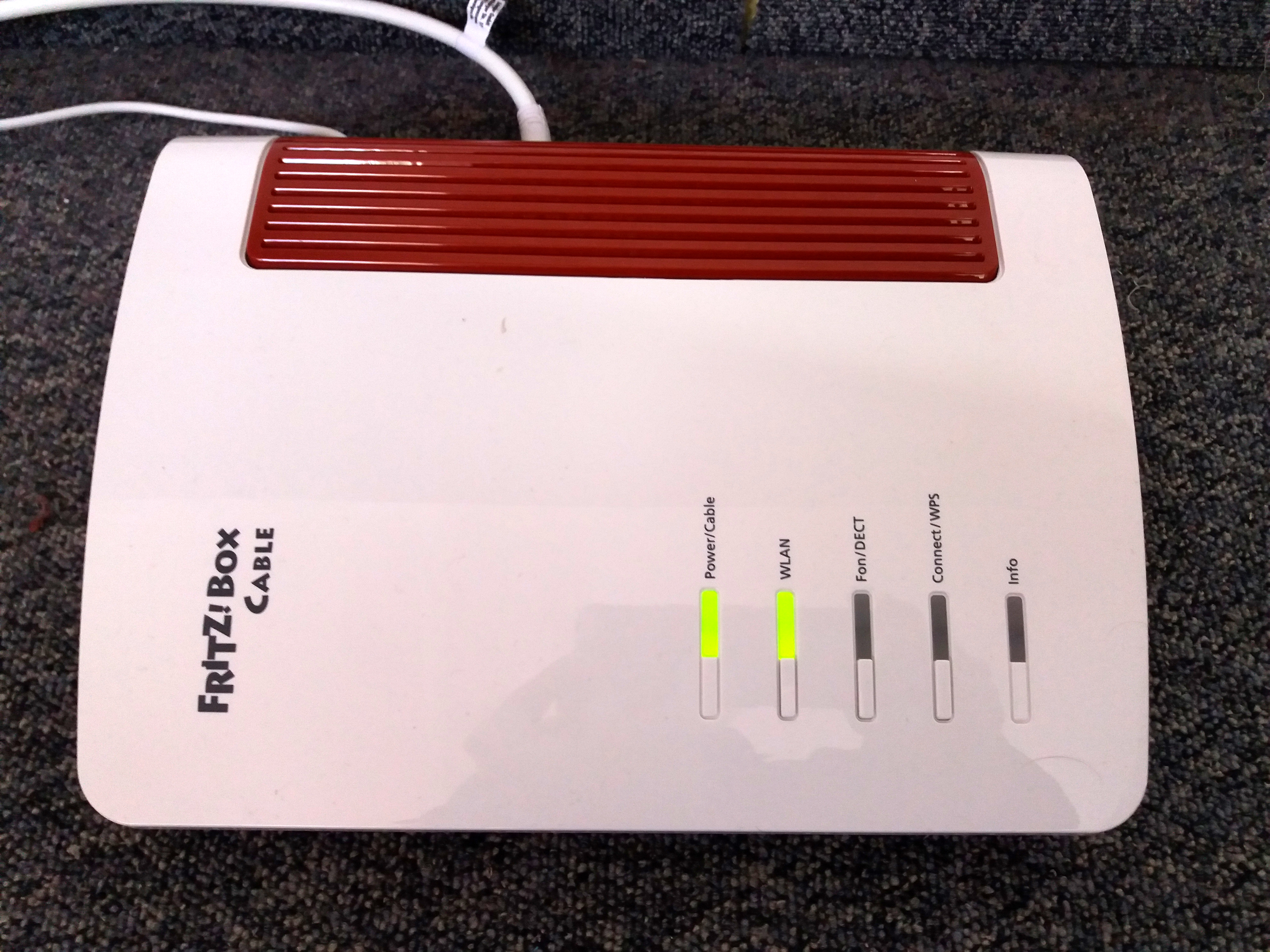
Fritz!Box 6660 Cable

Die Fritz!Box in ihrer kleinsten derzeit erhältlichen Variante (Fritz!Box SL) ist ein DSL-Modem und Router mit einem LAN-Port und einem USB-Port. Die „größte“ Version beinhaltet ein „komplettes Netzwerkkommunikationscenter“ mit Internet-DSL-Anschluss, Telefonanlagenfunktion (analog, ISDN und IP-Telefonie sowie einer DECT-Basisstation), WLAN- und Switchfunktionalität sowie die Möglichkeit, USB-Massenspeicher (externe USB-Festplatten, USB-Sticks) und/oder Drucker über USB dem Netzwerk zur Verfügung zu stellen.

### Kabel-Produkte
Seit 2010 entwickelt und produziert Fritz auch Fritz!Boxen für den Kabel-Anschluss. Diese Produkte waren ausschließlich über die Kabel-Anbieter als OEM-Version verfügbar. Seit August 2016 sind diese mit der Routerfreiheit frei im Handel erhältlich. Sämtliche Modelle unterstützen mindestens den EuroDOCSIS-3.0-Standard.

### Mobilfunk-Produkte

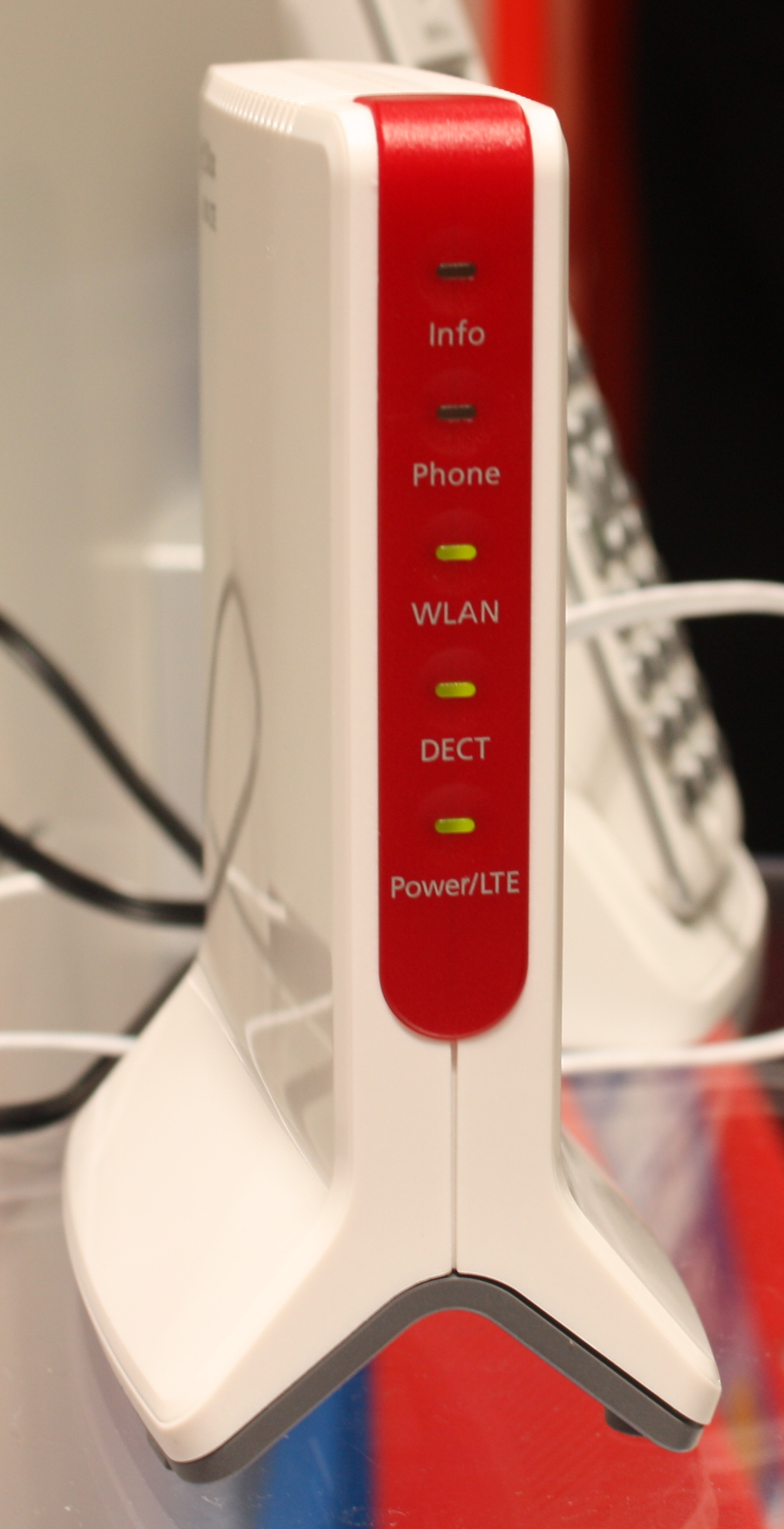
Fritz!Box 6810 LTE

Seit 2010 bietet AVM die Fritz!Box auch für den neuen Mobilfunkstandard LTE (Long Term Evolution) an. Die Fritz!Box 6840 LTE ist nach AVM-Angaben das erste stationäre LTE-Gerät (Breitband über Funk), das Modem, Router, TK-Anlage und Mediaserver in einem Gerät vereint. Diese Fritz!Box ermöglicht Datenraten von bis zu 100 MBit/s und unterstützt beide LTE-Frequenzbänder (800 MHz und 2,6 GHz). Das neuere, jedoch mit weniger Funktionen ausgestattete, Modell 6810 LTE erschien 2012. Beide Modelle sind nicht in der Lage, den von der Telekom für LTE genutzten Frequenzbereich um 1800 MHz herum zu empfangen. Damit lassen sich beide Fritz!Boxen im LTE-Netz der Telekom nur beschränkt einsetzen. Ende Februar 2013 wurde ein neues Modell basierend auf der Fritz!Box 6840 LTE vorgestellt. Die Fritz!Box 6842 LTE unterstützt anders als die beiden bisherigen Modelle neben LTE auf den Frequenzbändern 800 und 2600 MHz auch das von der Telekom eingesetzte 1800-MHz-Frequenzband. Seit 2021 gibt es auch eine Fritz!Box mit dem schnellen 5G-Mobilfunkstandard. Die erste Fritz!Box mit 5G ist die Fritz!Box 6850 5G.
| Fritz!Box 6810 LTE | LTE-Modem (800/2600 MHz), Router (einmal 100 Mbit/s-LAN und WLAN N), Telefonanlage für Internet (VoIP) über DECT, DECT-Basis, kleiner Bruder der 6840 LTE im neuen und kompakten Design |
| Fritz!Box 6820 LTE | LTE- und GSM-Modem (800/2600 MHz sowie 3G (UMTS) und 2G), Router (einmal Gigabit LAN und WLAN N), ähnlich wie 6810 LTE aber mit UMTS/HSPA+ und Gigabit-LAN                              |
| Fritz!Box 6840 LTE | LTE-Modem (800/2600 MHz), Router (Gigabit LAN und WLAN N, Dualband), NAS, Telefonanlage für Internet (VoIP) und Festnetz, DECT-Basis und Mediaserver                                    |
| Fritz!Box 6842 LTE | LTE-Modem (800/1800/2600 MHz), Router (Gigabit-LAN und WLAN N), NAS, Telefonanlage für Internet (VoIP) und Festnetz, DECT-Basis und Mediaserver                                         |
| Fritz!Box 6850 5G  | LTE-Modem mit 5G Funktion (800/1800/2600 MHz), Router (Gigabit-LAN und WLAN N), NAS, Telefonanlage für Internet (VoIP) und Festnetz, DECT-Basis und Mediaserver                         |

### Glasfaser-Produkte
| Fritz!Box 5490       | Router für den direkten Anschluss an einen AON-FTTH-Anschluss. Ausstattung ähnlich wie Fritz!Box 7490 |
| Fritz!Box 5491       | Wie die Fritz!Box 5490, allerdings mit einem GPON-Glasfasermodem.                                     |
| Fritz!Box 5530 Fiber | Router mit SFP-Steckplatz für den wahlweisen Betrieb an AON- oder GPON-Anschlüssen.                   |
| Fritz!Box 5590 Fiber | Router mit SFP-Steckplatz für den wahlweisen Betrieb an AON- oder GPON-Anschlüssen.                   |
| Fritz!Box 5690 Pro   | Router mit SFP-Steckplatz für den wahlweisen Betrieb an AON- oder GPON-Anschlüssen.                   |

### WLAN-Produkte

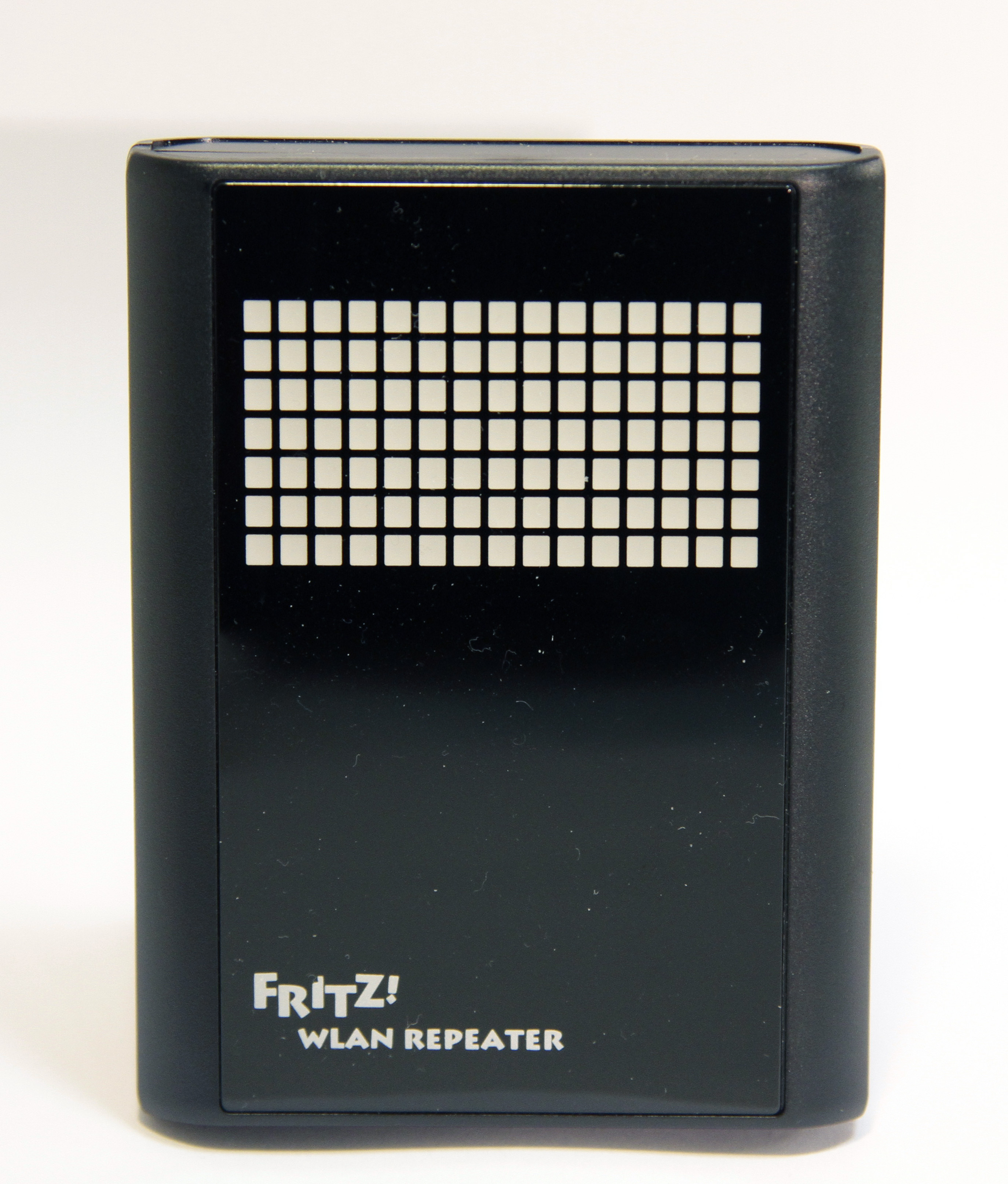
Fritz!WLAN-Repeater N/G

| Fritz!WLAN Stick (V1.1)                         | WLAN-USB-Stick für WLAN N bis zu 300 Mbit/s                                                 | kein Treiber für Windows 8.1, 10 und 11 angeboten, End of Life                                                   |
| Fritz!WLAN Stick N                              | WLAN-USB-Stick für WLAN N bis zu 300 Mbit/s                                                 | |
| Fritz!WLAN USB Stick AC 430 & 860               | WLAN-USB-Stick für WLAN a/b/g/n und AC bis zu 430 (1× Antenne) und 860 Mbit/s (2× Antennen) | |
| Fritz!WLAN Repeater N/G (nicht mehr verfügbar)  | WLAN-Repeater für WLAN a/b/g und N (dualband) bis zu 300 Mbit/s                             | kein Ethernet. Integrierter UKW-Minisender und optischer/analoger Audioausgang für Internetradio. Touch-Display. |
| Fritz!WLAN Repeater 300E (nicht mehr verfügbar) | WLAN-Repeater für WLAN a/b/g und N (dualband) bis zu 300 Mbit/s                             | 1× Gigabit Ethernet                                                                                              |
| Fritz!WLAN Repeater 310                         | WLAN-Repeater für WLAN a/b/g und N (singleband) bis zu 300 Mbit/s                           | kein Ethernet |
| Fritz!WLAN Repeater 450E                        | WLAN-Repeater für WLAN a/b/g und N (singleband) bis zu 450 Mbit/s                           | 1× Gigabit Ethernet                                                                                              |
| Fritz!WLAN Repeater 1160                        | WLAN-Repeater für WLAN a/b/g/n und AC (dualband) bis zu 1160 Mbit/s                         | kein Ethernet |
| Fritz!WLAN Repeater 1750E                       | WLAN-Repeater für WLAN a/b/g/n und AC (dualband) bis zu 1300 Mbit/s                         | 1× Gigabit Ethernet                                                                                              |
| Fritz!WLAN Repeater 600                         | WLAN-Repeater für WLAN a/b/g und N (singleband) bis zu 600 Mbit/s                           | kein Ethernet |
| Fritz!WLAN Repeater 1200                        | WLAN-Repeater für WLAN a/b/g/n und AC (dualband) bis zu 1200 Mbit/s                         | 1× Gigabit Ethernet                                                                                              |
| Fritz!WLAN Repeater 2400                        | WLAN-Repeater für WLAN a/b/g/n und AC (dualband) bis zu 2400 Mbit/s                         | 1× Gigabit Ethernet                                                                                              |
| Fritz!WLAN Repeater 3000                        | WLAN-Repeater für WLAN a/b/g/n und 2 × AC (tripleband) bis zu 3000 Mbit/s                   | 2× Gigabit Ethernet                                                                                              |
| Fritz!WLAN Repeater 6000                        | WLAN-Repeater für WLAN a/b/g/n/ax und 2 × AC (tripleband) bis zu 6000 Mbit/s                | 1× Gigabit-Ethernet, 1× 2,5 Gigabit-Ethernet                                                                     |

Systemvoraussetzungen:
500 MHz, Windows 98SE/Me/2000/XP/XP64 oder Linux

### Netzwerkprodukte

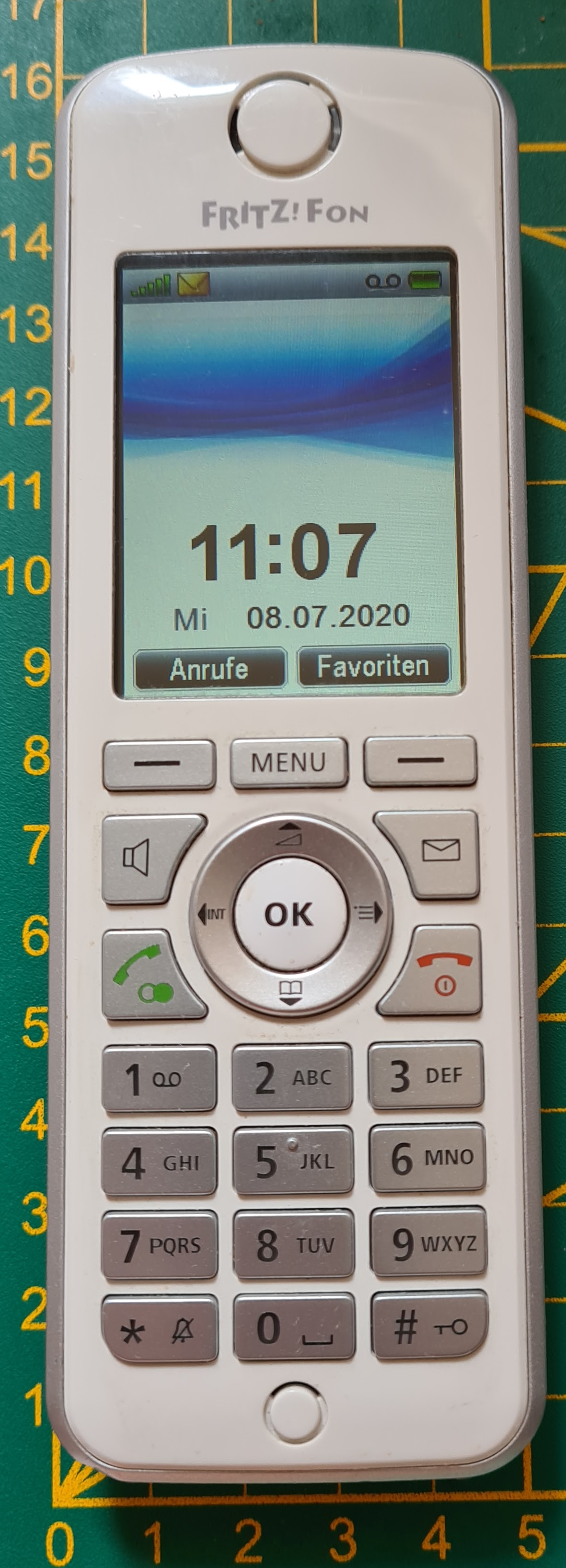
Fritz!Fon C4

| Fritz!-Software-Paket, liegt den Fritz!-Karten bei          | Diverse Programme, die die ISDN-Funktionen der Fritz!-Karten erweitern. Beispielsweise ein Dateitransfer-Programm (Fritz!Data) oder ein ISDN-Überwachungsprogramm (ISDNWatch) |
| KEN!ISDN / KEN!DSL / KEN!4 (ISDN- und DSL-Funktionalität)   | Internet-Proxy- und E-Mail-Server mit Router-, Organizer- und Firewallfunktion für kleinere Unternehmen und den privaten Gebrauch. |
| AVM Access Server / NetWays/ISDN / Network Distributed ISDN | Ein VPN-Server mit entsprechendem Client-Programm (NetWays/ISDN, das „ISDN“ im Namen ist historisch bedingt, funktioniert heute auch ohne ISDN), der sich auch in o. g. Ken! „einklinken“ kann (dies ist aber keine Voraussetzung) und angelegten Benutzern Zugriff auf das Firmen- oder Privatnetzwerk auch von entfernten Standorten ermöglicht. |
| VoIP Gateway 5188                                           | Ein Gerät zum Einbinden von VoIP-Leitungen in bestehende ISDN-Systeme mit integriertem Router. |
| Fritz!Media                                                 | Set-Top-Box für Video-on-Demand-Systeme im Internet und für das Fernsehgerät, auch bekannt als Mediacenter-Box |
| Fritz!Mini                                                  | WLAN-Telefon, weitere Funktionen: RSS-Feeds sowie E-Mails abrufen, Musik oder Podcasts hören, kann außerdem als Fernbedienung für Fritz!Media dienen. Aufgrund der hohen Akkulast wurde die WLAN-Telefonie zugunsten der stromsparenden DECT-Technologie aufgegeben.                                                                               |
| 1&1 NetXXL powered by Fritz!                                | Für T-ISDN XXL (bzw. 1&1) vorgesehener ISDN-Connector |
| BlueFritz!                                                  | ISDN-TK-Anlage mit Bluetooth-Access-Point |
| Fritz!Fon 1 MT-C/MT-D/MT-F                                  | DECT-Telefone, weitere Funktionen: RSS-Feeds sowie E-Mails abrufen, Internetradio oder Podcasts hören. |

## Kontroverse

### Firmware-Änderungen
AVM war der Ansicht, dass Veränderungen der Software durch Dritte illegal wären, und hatte deswegen 2011 Klage gegen den Software-Anbieter Cybits eingereicht, dessen Kinderschutz-Software die Fritz!Box-Firmware änderte. Ein Linux-Kernel-Entwickler (also Halter von Urheberrechten auf Teile der Software, die AVM mit seinen Produkten vertreibt), Harald Welte, hatte sich an dem Verfahren auf Seiten von Cybits beteiligt. Die Klage wurde im November 2011 schließlich weitestgehend abgewiesen und dem Softwarehersteller Cybits dadurch erlaubt, eine veränderte Software für die Geräte des Herstellers AVM zu vertreiben.

### Verkauf gebrauchter OEM-Boxen
Durch einen Markenrechtsstreit 2020 gegen die Woog UG erwirkte AVM ein Verkaufsverbot für rund 20.000 gebrauchte Fritz!Box 6490 Cable. Der Anbieter änderte Einstellungen in der Firmware, sodass die Geräte sich wie solche aus dem freien Handel verhielten. Bei den Geräten handelte es sich um gebrauchte Kunden-Rückläufer von Kabelnetzbetreibern, welche gereinigt wurden und aus deren Firmware die ursprünglichen Anbieter entfernt wurden. AVM argumentierte neben der Verletzung der Nutzung der Marke Fritz! u. a., dass diese Manipulation ein potenzielles Sicherheitsrisiko für Kunden darstelle, da nicht sichergestellt werden könne, dass diese Geräte zukünftig alle Sicherheitsaktualisierungen erhalten würden. In der Folge mussten diese Geräte mutmaßlich verschrottet werden. Der Händler argumentierte, dass dies im Falle einer Niederlage notwendig sei, äußerte sich jedoch nicht, was konkret mit den Geräten geschehen war.